# Pterygia purtymuni
Pterygia purtymuni is een slakkensoort uit de familie van de Mitridae. De wetenschappelijke naam van de soort is voor het eerst geldig gepubliceerd in 1998 door Salisbury.